# 西尾夕香
西尾夕香（日语：／ Nishio Yūka，1994年3月31日—）是日本的女性聲優、歌手，神奈川縣出身。隸屬於響。

## 人物
慶應義塾大學環境情報學部畢業。
2019年在「S、響、Ace Crew共同甄選2019」中，成為響的一員。同年4月2日將原本的藝名HARUCA改為西尾夕香。
2023年10月20日，所屬事務所響官方在X宣佈確診感染新型冠狀病毒，確認檢測結果為呈陽性，並在家中隔離。

## 演出作品
※粗體字為主要角色。

### 電視動畫
2017年
- 調教咖啡廳（商店店員）
- 貓貓日本史（江）

2018年
- 皇帝聖印戰記（蕾貝卡）

2020年
- Rebirth（東山有、洋菓子屋店員）
- BanG Dream! 3rd Season（學生）
- BanG Dream! Girls Band Party!☆PICO～大份～（廣町七深）
- D4DJ First Mix（愛本鈴玖[9]）

2021年
- D4DJ Petit Mix（愛本鈴玖）
- BanG Dream! Girls Band Party!☆PICO Fever!（廣町七深）
- 進化果實～不知不覺踏上勝利的人生～（愛麗絲·馬克雷奴[10]）

2022年
- BanG Dream! 少女樂團派對！5週年紀念動畫 -CiRCLE THANKS PARTY!-（廣町七深）
- BanG Dream! Morfonication（廣町七深[11]）
- 組長女兒與保姆
- D4DJ Double Mix（愛本鈴玖）

2023年
- 真·進化果實～不知不覺踏上勝利的人生～（愛麗絲·馬克雷奴[12]）
- D4DJ All Mix（愛本鈴玖）

2024年
- 卡片戰鬥!! 先導者 Divinez（員弁奈緒[13]）
- BanG Dream! Ave Mujica（廣町七深）

### 劇場版動畫
2016年
- 芭蕾奇緣（諾拉）

2018年
- 劇場版 無敵鐵金剛 / INFINITY（護士）

### 遊戲
2020年
- BanG Dream! 少女樂團派對（廣町七深[14]）
- D4DJ Groovy Mix（愛本鈴玖[15]）

### 廣播節目
- 動畫女孩～熱門動畫歌曲廣播～（Radio NEO、2016年4月4日[1]－2018年3月26日）

### 實際演出
- Weiß Schwarz 廣告
- 月刊武士道TV 月武士新聞（2019年7月13日－）

### 其他
- 跨媒體製作企劃《D4DJ》（2019年，愛本鈴玖[16]）
- Rebirth for you（東山有[17]）

## 音樂CD

### 單曲
1. （2016年11月5日）[18]※配信單曲
mixi遊戲《輪華國度》主題歌
2. （2017年10月16日）[5]
電視動畫《正確的卡多》片尾曲

## 外部連結
- 事務所官方簡歷 （页面存档备份，存于）（日語）
- 西尾夕香的X（前Twitter）（日語）